# 阿芒斯
阿芒斯（法語：Amance，法語發音：[amɑ̃s] ⓘ）是法国上索恩省的一个市镇，属于沃苏勒区。

## 地理
阿芒斯（47°48'5"N, 6°3'29"E）面积17.54 平方千米，位于法国勃艮第-弗朗什-孔泰大區上索恩省，该省份为法国东部内陆省份，北起顺时针与孚日省、贝尔福地区省、杜省、汝拉省、科多尔省和上马恩省接壤。
与阿芒斯接壤的市镇（或旧市镇、城区）包括：博莱、比菲涅库尔、法韦尔内。

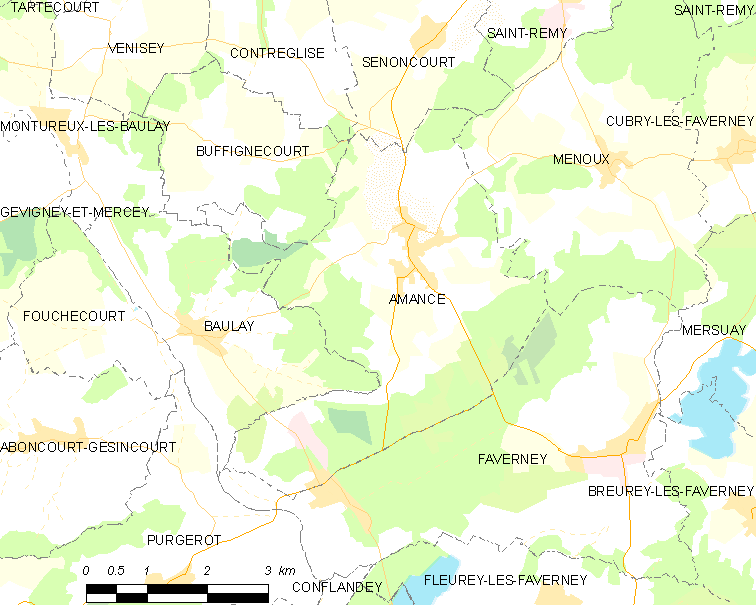
阿芒斯的OSM定位图

阿芒斯的时区为UTC+01:00、UTC+02:00（夏令时）。

## 行政
阿芒斯的邮政编码为70160，INSEE市镇编码为70012。

## 政治
阿芒斯所属的省级选区为索恩港县。

## 人口

1962-2008年间阿芒斯人口变化图示

阿芒斯于2022年1月1日时的人口数量为668人。